# Schumann-Engert-Kresse-Gruppe

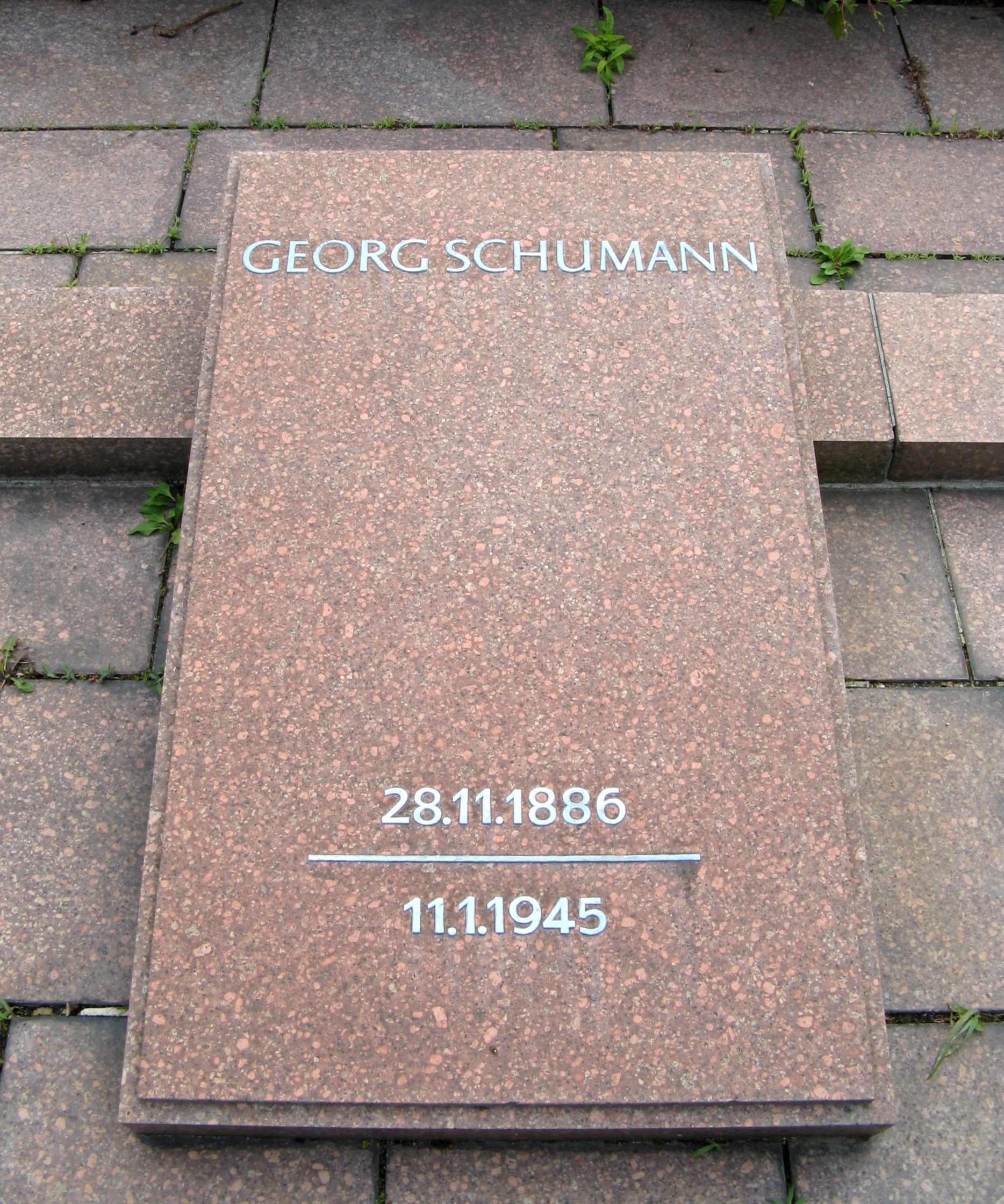
Grabplatte von Georg Schumann am Ehrenmal für die Widerstandskämpfer der Schumann-Engert-Kresse-Gruppe auf dem Leipziger Südfriedhof Hauptachse

Die Schumann-Engert-Kresse-Gruppe gehörte in den Jahren 1943/44 zu den aktivsten Widerstandsgruppen Deutschlands gegen das nationalsozialistische Regime.
Ab 1941 baute Georg Schumann in Leipzig zusammen mit Otto Engert und Kurt Kresse eine der größten kommunistischen Widerstandsgruppen auf. Die Gruppe orientierte sich am Nationalkomitee Freies Deutschland, stellte aber, ähnlich wie die Knöchel-Seng-Gruppe im Ruhrgebiet, ihre sozialistischen Ziele (Enteignung der Großindustrie usw.) deutlicher heraus, als das die Moskauer Exilführung der KPD zu dieser Zeit tat.
Im Sommer 1944 begann die Verhaftungswelle der Gestapo. Im Juli wurden Schumann, Engert und Kresse verhaftet. Sie wurden schwer gefoltert, damit sie weitere Namen von Mitgliedern preisgeben sollten, blieben aber standhaft und retteten so vermutlich vielen anderen Widerstandskämpfern das Leben. Im November 1944 verurteilte der Volksgerichtshof in Dresden sie zum Tod, am 11. Januar 1945 wurden die drei im Hof des Dresdner Landgerichts hingerichtet.